# Andrew Havill
Andrew Havill est un acteur britannique né le 1er juin 1965 à Oxford en Angleterre.

## Filmographie

### Cinéma
- 1995 : Le Don du roi : Gallant
- 1997 : Oscar Wilde : Algernon
- 1998 : Titanic Town : l'officier
- 1999 : Les Saisons de l'amour : l'officier britannique
- 1999 : Janice l'intérimaire : Piers
- 2002 : The Heart of Me : Charles et le fiancé de Dinah
- 2002 : Nicholas Nickleby : M. Nickleby
- 2003 : Sylvia : David Wevill
- 2008 : The Broken : Dr Myers
- 2008 : Dummy : le médecin
- 2008 : Pop Art : M. Milton
- 2010 : Mr. Nice : l'avocat de l'accusation
- 2010 : Le Discours d'un roi : Robert Wood
- 2010 : London Boulevard : le faux vagabond
- 2011 : The Merry Wives of Windsor : Maître Ford
- 2011 : La Maison des ombres : George Vandermeer
- 2011 : La Dame de fer : le ministre du cabinet
- 2012 : All Men's Dead : Roland Ingram
- 2012 : Week-end royal : Cameron
- 2012 : Cloud Atlas : M. Hotchkiss
- 2012 : Les Misérables : Cochepaille
- 2013 : National Theatre Live: This House : Walsall North et autres personnages
- 2013 : Closed Circuit : un journaliste
- 2013 : The List : Vickery
- 2014 : Imitation Game : l'enseignant
- 2016 : The Carer : Dr Satterthwaite
- 2016 : La British Compagnie : Capitaine Meeks
- 2016 : Hot Property : Alan Day
- 2016 : Letters from Baghdad : Sir Percy Cox
- 2017 : My Cousin Rachel : Parson Pascoe
- 2017 : My Lady : George
- 2018 : GOLD : Sir James Benson
- 2019 : Le Dernier Vermeer : Maarten Wooning
- 2019 : Le Roi : l'archevêque de Canterbury
- 2019 : Downton Abbey : Lord Lascelles
- 2019 : Star Wars, épisode IX : L'Ascension de Skywalker : l'officier du premier ordre
- 2020 : The Duke : Sir Philip Hendy
- 2021 : Censor : George
- 2021 : Sardar Udham : Général Reginald Dyer
- 2023 : Seacole : M. Banburyy

### Télévision
- 1993 : Soldier Soldier : l'officier de liaison (1 épisode)
- 1997-1998 : Scotland Yard, crimes sur la Tamise : Clarence et Crispin Oxley (4 épisodes)
- 1998 : Kavanagh : Nicholas Gee (1 épisode)
- 1999 : Aristocrats : Charles Bunbury (2 épisodes)
- 1999 : Wives and Daughters : Sir Charles Morton (1 épisode)
- 2002 : Casualty : Maurice Goodwin (1 épisode)
- 2002-2011 : Doctor Crush : Ian Rickman, John Wilton et M. Ballard (3 épisodes)
- 2003 : Meurtres à l'anglaise : Inspecteur Ardery (1 épisode)
- 2003 : The Bill : M. Waring (1 épisode)
- 2003 : Judge John Deed : Alexander Petros (2 épisodes)
- 2004 : D-Day, leur jour le plus long : Jake Masterman
- 2004 : Island at War : sous-lieutenant Flach (4 épisodes)
- 2005 : Les Arnaqueurs VIP : Dr Mansfield (1 épisode)
- 2005 : Meurtres en sommeil : Noel Simmons (2 épisodes)
- 2006 : Face au danger : Kenneth Rayment (1 épisode)
- 2006 : The Impressionists : Manet (3 épisodes)
- 2006 : Affaires non classées : Alan Garnett (2 épisodes)
- 2007 : Doctor Who : Chef Steward (1 épisode)
- 2008 : Holby City : Shaun Brennan (1 épisode)
- 2008 : Inspecteur Frost : Howard Gellman (1 épisode)
- 2009 : Jonathan Creek : le narrateur (1 épisode)
- 2009 : Au cœur de la tempête
- 2009 : Criminal Justice : un magistrat (1 épisode)
- 2009 : MI-5 : Roger Maynard (1 épisode)
- 2009 : Hercule Poirot : Sven Hjerson (1 épisode)
- 2010 : Londres, police judiciaire : Cathal Morris (1 épisode)
- 2011 : Inspecteur Barnaby : Révérend Conrad Walker (1 épisode)
- 2012 : Sherlock : The Equerry (1 épisode)
- 2013 : Lightfields : le médecin (2 épisodes)
- 2015 : Spotless : Andrew St. John-Payne (1 épisode)
- 2015 : Associés contre le crime : James Peel KC (2 épisodes)
- 2015-2017 : The Frankenstein Chronicles : le pasteur et le révérend Ambrose (4 épisodes)
- 2016 : Call the Midwife : Denis Dawley (1 épisode)
- 2016 : Témoin à charge : Clifford Starling (1 épisode)
- 2017 : Les Enquêtes de Vera : Gareth Anderson (1 épisode)
- 2017 : Man in an Orange Shirt : Major Fanshawe (1 épisode)
- 2017 : Victoria : Dr Pritchard (2 épisodes)
- 2018 : Trust : Patrick de Laszlo (4 épisodes)
- 2021 : The Nevers : Douglas Broome (3 épisodes)
- 2021 : Les Enquêtes de Morse : professeur Lucius Stamfield (1 épisode)
- 2022 : The Crown : Robert Fellowes (9 épisodes)